# Scrophularia nikitinii
Scrophularia nikitinii är en flenörtsväxtart som beskrevs av Sofîa Gennadievna Gorschkova. Scrophularia nikitinii ingår i släktet flenörter, och familjen flenörtsväxter. Inga underarter finns listade i Catalogue of Life.